# Индская цивилизация
И́ндская, или Хара́ппская цивилизация — третья по времени появления древневосточная цивилизация бронзы, после египетской и месопотамской. Из всех трёх она занимала наибольшую площадь, превосходя в 2 раза суммарную площадь двух остальных. Индская цивилизация относительно быстро пришла в упадок, пережив расцвет между 2600 и 1900 годами до н. э., что связывают с засухой 2200‑х годов до н. э.
Хараппская цивилизация развивалась в долине реки Инд в 3300—1300 годах до н. э. Наиболее значительные центры — Ракхигархи (350 га), Мохенджо-Даро (300 га), Хараппа (150 га), Лотхал (60 га) и Дхолавира (47 га). Население в годы расцвета составляло около 5 миллионов человек, предположительно, эламито-дравидов. Зрелый период развития Индской цивилизации шёл с 2600 до 1900 лет до н. э. Простиралась на территориях нынешних Афганистана, Пакистана и Северо-Западной Индии.
В шумерских текстах хараппская цивилизация предположительно носила название «Мелухха».
В течение III тысячелетия до н. э. началась аридизация — постепенное истощение водных ресурсов региона, где находилось государство. Возможной причиной аридизации археологи называют возросшую урбанизацию в регионе и постепенное осушение почв и рек. В итоге это могло привести к упадку государства. При этом после упадка население ушло на Восток.
Первые данные о существовании доарийской цивилизации в западной Индии опубликовал в XIX веке Александр Каннингем. Окончательно существование индской цивилизации было установлено в 1921—1922 годах экспедицией во главе с Джоном Маршаллом.
Жители долины реки Инд разработали ряд новых ремёсел — обработку сердолика, обработку кости, металлургию бронзы, меди, свинца и олова. Города хараппской цивилизации отличаются чётким планированием построек. Строительный материал — обожжённый кирпич из глины. Освоены и использовались сложные дренажные системы, системы водоснабжения и целые кластеры крупных нежилых зданий.
При раскопках городов были найдены как детские игрушки, так и небольшое количество оружия, что указывает на не сильную милитаризацию государства и относительно мирные периоды существования. Ставка в развитии была сделана на торговлю с далёкими землями, дальше чем Вавилон, Шумер и южная Месопотамия. На развитую торговлю указывают многочисленные печати, украшенные животными и мифическими существами.
Названия «цивилизация долины Инда» и «цивилизация Хараппы» — равнозначны в археологической литературе, хотя термин «Хараппа» может ввести в заблуждение, так как это обозначение дано по названию современного городка Хараппа, где располагается хронологически первая археологическая площадка, раскопанная ещё в 1920-е годы. Вскоре был обнаружен и исследован Мохенджо-Даро, что привело к сенсационным открытиям. Данные памятники относятся к зрелому этапу хараппской цивилизации и отличаются от предшествующих и последующих культур, называемых ранней хараппской и поздней хараппской культурами. Ранней хараппской культуре предшествовали местные неолитические поселения сельскохозяйственного типа.
К 2008 году было найдено 1022 города и поселения, главным образом в районе рек Инд и Гхаггар-Хакра и их притоков. Из них 406 объектов найдены на территории нынешнего Пакистана и 616 в Индии. Раскопаны и изучены — 96 объектов. Среди этих 96 объектов значатся крупные городские центры, в том числе Хараппа, Мохенджо-Даро (объект Всемирного наследия Юнеско), Дхолавира, Ганверивала, Ракхигархи.
Язык государства не имеет точной идентификации, его генеалогическая принадлежность пока не ясна. Связи хараппского языка с дравидийскими и эламо-дравидийскими языками изучены недостаточно.

## Хронология Индской цивилизации
Археологи отмечают, что в городах долины Инда были социальные иерархии, система письма и большие города, с чёткой планировкой, а также торговля с дальними по древним временам государствами. Это отвечает характеристикам развитого, зрелого древнего государства. Данный период сложился между 2600 и 1900 годами до н. э. — зрелая хараппская культура. Если включить период раннего Хараппа и позднего Хараппа, то вся индская цивилизация просуществовала с 3300 до 1400 годы до н. э.
| Даты               | Основная фаза                                                           |  | Фаза Хараппы | Постхараппские фазы                                                                                    | Эпоха |
| ------------------ | ----------------------------------------------------------------------- |  | ------------ | --- | --- |
| 7000—5500 до н. э. | Пред-Хараппа                                                            |  |              | | Эпоха раннего сельского хозяйства |
| 5500—3300 до н. э. | Ранняя Хараппа — переходный период                                      |  |              | | Эпоха регионализации — образование отдельных государств и областей 4000—2500/2300 до н. э. (Шаффер) 5000—3200 до н. э. (Коннингэм и Янг) |
| 3300—2800 до н. э. | Ранняя Хараппа 3300—2800 до н. э. (Мугхал) 5000—2800 до н. э. (Кенойер) |  | Хараппа 1    | | Эпоха регионализации — образование отдельных государств и областей 4000—2500/2300 до н. э. (Шаффер) 5000—3200 до н. э. (Коннингэм и Янг) |
| 2800—2600 до н. э. | Ранняя Хараппа 3300—2800 до н. э. (Мугхал) 5000—2800 до н. э. (Кенойер) |  | Хараппа 2    | | Эпоха регионализации — образование отдельных государств и областей 4000—2500/2300 до н. э. (Шаффер) 5000—3200 до н. э. (Коннингэм и Янг) |
| 2600—2450 до н. э. | Зрелая Хараппская цивилизация или цивилизация долины Инда               |  | Хараппа 3 А  | | Эпоха интеграции и объединения |
| 2450—2200 до н. э. | Зрелая Хараппская цивилизация или цивилизация долины Инда               |  | Хараппа 3 B  | | Эпоха интеграции и объединения |
| 2200—1900 до н. э. | Зрелая Хараппская цивилизация или цивилизация долины Инда               |  | Хараппа 3 С  | | Эпоха интеграции и объединения |
| 1900—1700 до н. э. | Поздняя Хараппа                                                         |  | Хараппа 4    | Культура кладбища H Культура охряной расписной керамики                                                | Эпоха локализации-разделения |
| 1700—1300 до н. э. | Поздняя Хараппа                                                         |  | Хараппа 5    | Культура кладбища H Культура охряной расписной керамики                                                | Эпоха локализации-разделения |
| 1300—600 до н. э.  | Поздняя Хараппа или Железный век в Индии                                |  |              | Культура серой расписной керамики (1200—600 до н. э.) Ведийская цивилизация (c.1500—500 до н. э.)      | Эпоха полного разделения 1200—300 до н. э. (Kenoyer) c.1500—600 до н. э.(Coningham & Young)                                              |
| 600—300 до н. э.   | Поздняя Хараппа или Железный век в Индии                                |  |              | Культура северной чёрной лощёной керамики (Железный век) (700—200 до н. э.) Индия (c.500—200 до н. э.) | Вторая стадия интеграции-объединения |

Вопрос точной датировки Хараппской — Индской цивилизации в данный момент является дискуссионным. Как видно из таблицы, оценки различаются на тысячу и более лет.
Так, один из ведущих в мире специалистов по истории Хараппской цивилизации, американский археолог Джонатан Марк Кенойер, доктор исторических наук университета Бёркли в Калифорнии, США, определяет начало Ранней Хараппской культуры в промежутке от 5000 до 2800 лет до н. э.
Другое мнение высказывает Рафик Мохаммед Мугхал — пакистано-американский археолог, профессор археологии и глава аспирантуры Бостонского университета, он датирует Раннюю Хараппу с 3300 до 2800 лет до н. э. Соответственно и датировка культурных слоёв Зрелой и Поздней Хараппы в таком случае смещается в ту или иную сторону.
Разнятся мнения и по поводу общей исторической периодизации, разделения на исторические эпохи. Эпоха регионализации — образование отдельных государств и областей представлена двумя точками зрения.
Джим Шаффер — американский археолог, профессор антропологии в Университете Кейс Вестерн резерв, США, даёт оценку 4000—2500/2300 до н. э.
Робин Конингем — британский археолог и академик, специализирующийся на южноазиатской археологии и археологической этике. С 2005 года он является профессором археологии раннего средневековья в Университете Дарема. Его оценка — 5000—3200 до н. э.

## Предыстория
С VII тысячелетия до н. э. в долине Инда и Сарасвати развивается производящее хозяйство. Выделяется особая раннеземледельческая культура, которую называют мергарской. В эту эпоху обитающий в бассейне Инда человек нашёл эффективный способ получения продуктов питания, оптимальное для данного региона развитие земледелия, охотничьего промысла и зарождающегося скотоводства. Это создавало все условия, достаточные для перехода на качественно новую ступень — формирования нового культурно-исторического комплекса.
Культура долины Инда не была единственной в своём регионе. Так, в Амри ей предшествовала местная оригинальная культура, некоторое время сосуществовавшая с Хараппской.

## Предхараппская цивилизация
Мехргарх — это цивилизация неолита, между 7000 и 2500 лет до н. э. Располагалась к Западу от долины реки Инд, недалеко от столицы района Качхи, Пакистан, на равнине Качхи, в Белуджистане, недалеко от перевала Болан. Данный археологический объект является одним из древнейших свидетельств развития сельского хозяйства, как зернового, так и пастбищного, в Южной Азии. Согласно Парполе, данная культура в итоге мигрировала в долину Инда и основала цивилизацию Инда — Раннюю Хараппу.
На жителей Мехргархской культуры оказывал влияние Ближневосточный кластер древних земледельческих образований. Возраст соприкосновения и обмена знаниями датируется в 7000 лет назад. Уже тогда происходил обмен умениями в выращивании нескольких сортов пшеницы, гончарными технологиями, домашними животными. Именно в Мехргархе 7000 лет назад началось скотоводство в Южной Индии.
В долине ныне пересохшей реки Сарасвати или Гхаггара-Хакры существовала связанная с Индской культурой культура Хакры. Бхиранна — это археологический объект, расположен в округе Фатехабад, Индия. Его предельная древность определяется в 8—7 тысяч лет до н. э. и основана на датировке древесного угля, найденного на объекте.
На месте этого поселения между 3300—2800 годами до н. э. сформировалась и развивалась культура Хакра-Варе. Она совпадала по времени развития с Ранней Хараппой-Индской культурой. Уже на раннем периоде своего развития культура владела навыками обработки меди, терракоты, сердолика, лазурита и стеатита. Были найдены медный браслет, наконечник стрелы из меди, бусинки сердолика.
Найдены изображения танцующих «русалок», возможно, имеющих сакрально-религиозный смысл. Сходство этих изображений с танцующей девушкой, найденной в Мохенджо-Даро, так велико, что археолог Л. С. Рао вынес версию о прямом обучении мастера в Хакра Варе у мастеров в Мохенджо-Даро — настолько сходна техника работы.
Эти девушки в Хакра Варе и девушка из Мохенджо-Даро, возможно, являются общим для региона культом, связанным с Апсара — полубоги, духи облаков и воды. С ними связаны водные обряды, которые проводились в Индской культуре, в том числе и с помощью больших, общих ванн. Подобные сходства в технике выполнения работ, в религии, говорят о тесном культурном взаимодействии.
Имеются свидетельства умеренного смешивания населения уже на этой ранней исторической стадии. Культуры находились в тесном, непрерывном взаимодействии, при этом их неолитическая часть плавно перешла в культуры медного века. Согласно исследованиям погребений, зубов и останков людей, в формировании мехргархского населения принимали участие иранские земледельцы и южно-азиатские охотники-собиратели. Происходило это между 4700—3000 годами до н. э.

## Палеогенетика
В начале 2015 года археологи Декканского колледжа повышения квалификации и научно-исследовательского института из Пуны извлекли из кургана RGR-7 в Ракхигархи со всеми мерами предосторожности, чтобы не загрязнить современной ДНК, ещё 4 скелета — двух мужчин, женщину и ребёнка. Они относятся к развитому хараппскому периоду. Изучать ископаемую ДНК будут в южнокорейском Сеульском национальном университете. По данным руководителя лаборатории древней ДНК Палеоботанического института имени Бирбала Сахни в Лакхнау (штат Уттар-Прадеш) Нираджа Райя (Niraj Rai) в хараппских образцах из Ракхигархи нет Y-хромосомной гаплогруппы R1a. Таким образом, Теория исхода из Индии для хараппской цивилизации не соответствует имеющимся палеогенетическим данным. Доктор Васант Шинде (VS Shinde) из Декканского колледжа в Пуне отметил, что смешение жителей Центральной Азии, говорящих на арийских языках, с коренными жителями Индийского субконтинента произошло между 1500 годом до н. э. и 1000 годом до н. э. с образованием кластера ANI (Ancestral North Indian). ANI это смешанный кластер, который несёт в себе сильное присутствие Y-хромосомной гаплогруппы R1a. Кластер ASI (Ancestral South Indians) сложился в результате смешения иранских фермеров и местных автохтонов. Подсчитано, что смешение кластеров ANI и ASI произошло после 500 года до н. э. Древняя ДНК из Ракхигархи совпала не с кем-либо из современных жителей этих мест, а с ДНК представителей дравидского племени ирула, которое живёт в горном массиве Нилгири на юге Индии в штате Тамилнад. У женского образца I6113 (2800—2300 годы до н. э.) из Ракхигархи была определена митохондриальная гаплогруппа U2b2, которая является почти эксклюзивной для Южной Азии и отсутствует в митохондриальных геномах, известных у приблизительно 400 древних жителей Центральной Азии. Геном древней женщины из Ракхигархи имел много общего с генетическим материалом 11 древних образцов из Центральной Азии (3 из Гонура в Туркменистане и 8 из Шахри-Сухте в Иране). Ни у одного из этих образцов не было свидетельств о происхождении, связанном с «анатолийскими фермерами».

## Ранняя Хараппская цивилизация
Ранний период цивилизации имеет рамки между 3300—2800 годами до н. э. Другое название — Фаза раннего Хараппа Рави — по названию протекающей рядом реки, связан с культурой Хакры, найденной в долине реки Гаггар Хакра. Предшествует культуре Кот-Диджи (2800—2600 годы до н. э., Хараппа 2), расположенная недалеко от Мохенджо-Даро. Самые ранние находки Индской культуры в итоге относятся к 3-му тысячелетию до н. э.
Развитые деревенские поселения представлены Рехман-Дхери и Амри в Пакистане. Кот-Диджи представляет культуру, ведущую в итоге к Зрелой Хараппе, у данной культуры уже была централизованная власть и постепенно развитие урбанистических тенденций. Другой город этого этапа, схожий по уровню — Калибанган. Кот-Диджи вела активную торговлю с региональными культурами и получала сырьё из удалённых от своей территории источников. Так, торговлей, она получала лазурит для производства бисера. К этому времени жители одомашнили горох, кунжут, хлопок, буйвола. Ранние общины Хараппы превратились в крупные городские центры к 2600 годам до н. э. и дали начало периоду Зрелой Хараппской цивилизации. Процессы миграции населения внутри государства в долине Инда, напоминали современные — люди переезжали из сёл и деревень в города.
Постепенное развитие культуры Ранней Хараппы привело к строительству крупных поселений, защищаемых стенами, расширением торговых сетей и усилению интеграции разных регионов в относительно одинаковую материальную культуру, схожую по керамике, орнаментам и печатям. При этом печати были признаком всё более развивающейся торговли и для своего времени имели высокий уровень изготовления.
В плане начала формирования Индской общности есть несколько версий.
Первая из них указывает на то, что именно высокий уровень муссонных осадков и послужил основным стимулом для развития Индской общности и цивилизации.
Вторая точка зрения уточняет — деревни бронзового века и городские общества долины Инда — это что-то вроде аномалии (подобное можно утверждать, поскольку археологи обнаружили небольшое указание на местную изоляцию и военный конфликт). При этом палеоклиматологи подтверждают, что уровень осадков стал медленно снижаться в третьем тысячелетии до н. э., и заметный для земледельцев уровень аридизации, осушения, как раз совпадет с началом формирования крупных городов у Индской культуры. Возможно, объединение людей в единые города было реакцией как раз на возникающие трудности в отношении воды — когда решение проблем с водоснабжением потребовало консолидации усилий множества людей. Эти города, сообразно нарастающей засухе, продержались ещё от 300 до 400 лет и после жители ушли в другие места — Пенджаб и долину реки Ганг.

## Зрелая Хараппская цивилизация
Продолжалась между 2600—1900 лет до н. э. По данным исследований от 2012 года, медленное перемещение муссонов в Азии на Юг позволило развивать деревни в долине Инда, дополняя наводнения на реке и её притоках. Фермы, расположенные вдоль рек, благодаря периодическим наводнениям и дождям, смогли выйти на уровень перепроизводства сельскохозяйственной продукции, к избытку еды. Такое положение способствовало росту городов, однако городские власти и фермеры не заботились о развитии систем ирригации, полностью полагаясь на естественные муссонные осадки, которые орошали землю в летний период.
В процессе развития культуры происходит рост городов, который увязывается с сокращением осадков. К 2600-м годам до н. э., общины ранней Хараппы превратились в крупные урбанистические центры. Часть из них располагалась в нынешнем Пакистане — Хараппа, Ганверивала, Мохенджо-Даро. Другие, на территории нынешней Индии — Дхолавира, Калибанган, Ракхигархи, Рупар, Лотхал. Общее число археологических объектов в виде поселений и городов — 1052, все в районе реки Инд и её притоков.

## Описание цивилизации

### Города
Города Индской культуры — первые в Южной Азии, достигшие столь высокого уровня развития. Планировка городов и её уровень говорят о том, что индцы, по сути, имели муниципалитеты современного типа, которые позволяли строить и обслуживать столь крупные города. В первую очередь индская культура уделяла внимание доступности религиозных объектов и гигиене.
Как видно из объектов Мохенджо-Даро, Хараппы и Рахигархи, городская планировка уделяла особое внимание гидротехническим сооружениям, включавшим в себя канализационную и дренажную системы. Подробнее —. Внутри городов отдельные дома и группы домов получали воду из колодцев. В домах были комнаты для купания и вода из них поступала в крытые стоки, которые тянулись вдоль улиц. Система отвода сточных вод достигла такого уровня, что ей не было равных по инженерной проработке на Ближнем Востоке в тот же период. Даже в современный период Индии и Пакистана система гидротехники Индской культуры порой превосходит по качеству многие районы этих стран.
Архитектура Хараппов выделяется продуманными зернохранилищами, верфями, складами, площадками для производства кирпича, защитными стенами. Стены при этом использовались как для оборонных целей, так и для защиты от наводнений. Однако вызывает споры подход хараппов к военному делу и в целом к монументальному строительству. В отличие от современников этой цивилизации, Месопотамии и Древнего Египта, хараппская цивилизация не строила излишне большие здания. Не найдено дворцов, больших храмов. Большая часть крупных зданий относится к зернохранилищам. Также в Мохенджо-Даро найдены остатки так называемой Большой Ванны — предполагается, что это была общественная баня.
Стены вокруг городов не всегда однозначно интерпретируются как защитные сооружения. Археологи предполагают, что многие из них защищали именно от паводковых вод, а не от нападений противника. Большинство жителей города, по-видимому, были торговцами и ремесленниками. Люди жили сообразно своему роду деятельности, город делился строго на районы, где жили те или иные профессионалы. При раскопках найдены изготовленные стеклянные шарики, бусы. Также обнаружены штампы с разными изображениями. Система письменности Индской цивилизации до сих пор не расшифрована.
Общий уровень жизни населения в культуре был относительно равным. Исследователи отмечают её эгалитарность, направленность на примерно равные условия жизни для большинства людей. Все дома имели доступ к водопроводу и канализации, включая систему дренажа. Подобный подход был немыслим даже в поздние Средние века в большинстве городов Европы. В городах Хараппа и Мохенджо-Даро в каждом доме был туалет с подведённой к нему системой канализации.

### Власть и управление
Археологические раскопки не дают точных ответов в плане формы правления в Индской цивилизации. Сложно определить, какие именно слои населения обладали наибольшей политической властью. Однако единый центр управления с соответствующими органами власти, наделёнными большими полномочиями, явно был. Об этом говорят города с единой планировкой, сложная система водоснабжения, очень сходная по дизайну посуда и прочие изделия, имевшие явно некий общий стандарт изготовления: кирпичи, печати, керамическая посуда, меры веса, общественные сооружения.
Это позволяет утверждать следующее:
1. Существовало единое государство с планированием городов и поселений, расположением тех или иных мест добычи сырья, со стандартами в размерах и весе (строительный материал, например, кирпич).
2. Единого правителя над всем государством не было. Но явно были отдельные управленцы, как минимум над крупными городами цивилизации: Мохенджо-Даро, Хараппа и так далее. Подобное с некоторыми особенностями и различиями в истории Древнего мира и Античном периоде встречалось. Наиболее известный пример — полисы Древней Греции.
3. В обществе Индской цивилизации не было резкого расслоения в правах и достатке. Большинство обладало примерно равным социальным статусом.

В то же время имеются факты, свидетельствующие о появлении некоторого имущественного неравенства и наличии привилегированных социальных групп. В частности, о накоплении ценностей свидетельствуют клады, найденные в Хараппе, Мохенджо-Даро и др. городах.

### Технологический уровень Индской культуры
Был достигнут значительный прогресс в точности измерения длины, массы и времени. Это одна из первых культур, пришедшая к надобности в единой системе мер и весов. Масштабные строительные проекты на территории Индской культуры были бы невозможны без этой реформы. Наименьшая мера длины, которую использовали Хараппцы — 1,704 мм — обнаружена в виде шкалы на слоновой кости — Лотхала в Гуджарате. Эта шкала является наиболее точной из всех найденных в Бронзовом веке. Измерения у инженеров Хараппы шли по десятичной системе, включая единицы массы.
Система масс в виде кремнёвых образцов находилась в соотношении 5 к 2 с весами 0,05, 0,1, 0,2, 0,5, 1, 2, 5, 10, 20, 50, 100, 200 и 500 единиц. Каждый блок весил около 28 граммов, это напоминает английскую имперскую унцию или греческую унцию. Однако колебания в точности образцов имеют место. Данная система мер зафиксирована в трактате Артхашастра, написанном брахманом Чанакья.
В металлургии хараппцы достигли серьёзных успехов — они умели выплавлять медь, бронзу, свинец, олово и строили печи весьма высокого качества.
Умели обрабатывать сердолик, золото, слоновую кость, морские раковины.
В 2001 году археологи обнаружили останки двух человек из Мехргарха. Было обнаружено, что люди Индской цивилизации, начиная с раннего периода, пользовались услугами стоматологов. Затем в 2006 году было доказано, что наиболее ранние находки со следами сверления зубов у живых людей для лечения, обнаружены именно в Мехргархе. Найдены останки 9 людей с 11 просверленными отверстиями в зубах, древность 7500—9000 лет назад.
Одиннадцать просверленных молярных коронок от девяти взрослых были обнаружены на кладбище неолита в Мехрагархе, которое датируется 7500-9000 лет назад. По мнению авторов, их открытия указывают на традицию прото-стоматологии в ранних сельскохозяйственных культурах этого региона.
В Банавали найден камень, со следами золота в виде полос, для проверки золота на качество. Этот способ заключается в использовании пористого, небольшого камня — при проведении им по золоту и другим металлам, частички металла попадают в поры и имеют при этом строго определённый цвет. Имея в руках другой такой же камень, с точно известным металлом, можно определять подлинность золота. До сих пор данный способ имеет хождение в некоторых частях Индии.

### Искусство и ремёсла
На раскопках найдены различные скульптуры, печати, бронзовые сосуды, керамика, золотые украшения, анатомически детализированные фигурки из терракота, бронзы и стеатита. Ряд золотых, терракотовых и каменных фигурок девушек в танцевальных позах указывает на наличие неких ритуальных танцев. Терракотовые фигурки также изображают коров, медведей, обезьян, собак. Существует пример, когда изображение не поддалось точной идентификации — это животное изображалось как отчасти бык, отчасти зебра, с одним рогом. Есть предположение, что данное животное имело сакральный или религиозный смысл и не было привязано к реально существовавшему виду. Однако образ животного довольно распространён у Хараппов. Среди разных видов животных, в том числе и копытных, есть интересные примеры — такие как квагга. Квагга обладает рядом двойных черт — от лошади и зебры, и возможно, Хараппы сталкивались с подобным необычным видом, впоследствии быстро вымершим, как и квагга.
Археолог Джон Маршалл — исследователь, открывший Мохенджо-Даро и Хараппу, с удивлением отреагировал, увидев знаменитую бронзовую статуэтку культуры Инда — танцующую маленькую девушку:

Когда я впервые увидел её, мне было трудно поверить, что она была доисторической, она, казалась, полностью расстроила все сложившиеся идеи о раннем искусстве и культуре. Моделирование, подобное этому, было неизвестно в древнем мире вплоть до эллинистического века Греции, и поэтому я подумал, что наверняка была сделана какая-то ошибка, что эти фигурки попали в слои на 3000 лет старше тех, к которым они принадлежали … Теперь в этих статуэтках именно эта анатомическая истина, которая настолько поразительна, что заставляет нас задаться вопросом — Можно ли предположить, что греческие скульпторы имели в учителях людей из далёкой культуры Инда…
Оригинальный текст (англ.)When I first saw them I found it difficult to believe that they were prehistoric; they seemed to completely upset all established ideas about early art, and culture. Modeling such as this was unknown in the ancient world up to the Hellenistic age of Greece, and I thought, therefore, that some mistake must surely have been made; that these figures had found their way into levels some 3000 years older than those to which they properly belonged …. Now, in these statuettes, it is just this anatomical truth which is so startling; that makes us wonder whether, in this all-important matter, Greek artistry could possibly have been anticipated by the sculptors of a far-off age on the banks of the Indus.

Практиковалась обработка раковин, керамики, агата, изготовление глазурованных мелких гранул, из этих материалов делались впоследствии бусы, браслеты. Найдены терракотовые женские фигурки, возрастом 2800—2600 лет до н. э. Они имели красный цвет и различимое разделение волос на голове. В Мохенджо-Даро найдены изображения людских фигур, на которых видно, как человек стоит на голове и, в другом случае, сидит скрестив ноги — это одно из указаний на то, что уже тогда люди практиковали подобие йоги.
В Лотхалле найдено изображение арфоподобного инструмента — это указывает на имевшиеся струнные музыкальные инструменты. Также Хараппцы делали игрушки и игры, среди которых встречаются кубические кости, с одним — шестью отверстиями на гранях — они обнаружены в Мохенджо-Даро.
- Статуя «Священник Король», Мохенджо-даро, поздний Зрелый период Хараппы, Национальный музей, Карачи, Пакистан
- Печать с изображением «единорога», долина Инда, Индийский музей
- Печать с изображением слона, долина Инда
- Печати, долина Инда, Британский музей: «свастическая» печать, печати с изображением зебу, либо его предка (выделяется характерный для зебу горб)
- Реплика танцующей девушки из Мохенджо-Даро
- Чанх-Даро. Фрагмент глубокого сосуда, около 2500 года до н. э. Красная керамика с красным и черным рисунком, Музей Бруклина
- Долины Инда, печати с зебу, слоном и носорогом, 2500—1900 годы до н. э.
- Церемониальный керамический сосуд — Хараппа, 2600—2450 годы до н. э.
- Кувшин, Белуджистан, примерно 2500—1900 годы до н. э.
- Урны из керамики, Хараппа
- Игрушка с колёсами, Мохенджо-Даро
- Детская игрушка, Хараппская культура
- Маленькие терракотовые статуэтки, грубая работа, типичная для того времени
- Мохенджо-Даро
- Мохенджо-Даро
- Фигурки, Хараппа

### Торговля и транспорт
Экономика цивилизации Инд — Хараппы, по-видимому, была торговой направленности, без упора на милитаризацию. Хараппы достигли значительного прогресса в транспортных технологиях. Возможно, именно Индская культура первой стала массово использовать колёсный транспорт. Первое из подобных достижений — телеги, запряжённые быками, причём подобный принцип упряжи встречается по всей Южной Азии и сегодня. Также Хараппцы использовали лодки — большинство из них было небольшими, с плоским дном, управляемыми парусами, по принципу идентичные современным, применяемым в тех же местах и сегодня. При этом есть свидетельства морского судоходства и кораблестроения. Археологи обнаружили широкий, выкопанный канал и то, что идентифицируется как шлюз, в прибрежном городе Лотхале. Также обнаружена обширная сеть каналов для орошения, её нашёл H.-P. Francfort.
В период 4300—3200 лет до н. э., или между 6300—5200 лет назад, в период медного века — халколита, область, где располагалась Индская — Хараппская культура, показывает сходство в керамических изделиях с культурами Южного Туркменистана и Северного Ирана. Это предполагает значительную подвижность, мобильность населения, активную торговлю. В период Раннего Хараппа между 3200 — 2600 лет до н. э. фиксируется сходство в керамике, печатях, фигурках, украшениях — это подтверждает интенсивную караванную торговлю с Центральной Азией и Иранским плато.
Судя по найденным артефактам, относимым к Индской культуре, торговая сеть объединяла огромную территорию, включавшую часть Афганистана, прибрежные районы Ирана, Северную и Западную Индию и Месопотамию. Исследования зубной эмали у людей, погребённых в Хараппе, указывают на их миграцию из долины реки Инд. Также есть свидетельства торговых контактов с Древним Египтом и островом Крит — Эгейская цивилизация.
Между портами Хараппы и Месопотамии была развита сеть морских перевозок, которая началась в Среднем Хараппе. При этом большая часть товаров шла через посредников из Дильмуна — современные Бахрейн и Файлака, расположенные в Персидском заливе. Плавания на столь дальние расстояния по морю стали возможными с постройкой стандартизированных кораблей, снабжённых одной центральной мачтой, с парусом из ткани. Подобный подход к доставке грузов по морю, когда могут использоваться перевалочные пункты, находящиеся между портами, применяется в мировой торговле и по сей день.
Прибрежные поселения, такие как Соткаген-дор, на реке Дашт, к северу от Дживанни, Сохта-Кох — на реке Шади, к северу от Пасни и Балкот — около Сонмиани в Пакистане — образуют взаимосвязанную сеть вместе с Хараппским Лотхалом. По сути, это сеть торговых форпостов — каждый из них это порт, расположенный в неглубокой гавани у рек, впадающих в море. Подобный подход позволял поддерживать активную торговлю с Месопотамией.

Обычно считается, что большая часть торговли между долиной Инда и западными соседями, шла по Персидскому заливу, а не на суше. Хотя нет неопровержимого доказательства того, что это действительно так, распределение артефактов Инда на Оманский полуостров, в Бахрейне и в южной Месопотамии, делает возможным, что ряд морских маршрутов соединял долину Инда и регион Персидского залива.
— Даниэль Т. Поттс, 2009
В 80-е годы двадцатого века, в Рас-эль-Хадд, Оман — были сделаны археологические открытия, свидетельствующие о торговле и постоянных маршрутах, соединявших Индскую цивилизацию и Аравийский полуостров.

### Сельское хозяйство
Первичный очаг одомашнивания — доместикации ячменя и коров зебу, возможно, находился именно в Северо-Западной Индии — это подтверждается рядом находок. При этом ряд археологических и географических факторов и находок указывают, что земледелие, начиная с неолита, пришло в Северо-Западную Индию с Ближнего востока.
По мнению французского археолога Жаррижа, сельское хозяйство в Мехрагархе имело независимое происхождение, несмотря на сходство, которое он отмечает между неолитическими объектами Восточной Месопотамии и Западной Долиной Инда. Это свидетельствует о континууме — непрерывной связи в культуре между этими объектами в Древнем мире. При этом археолог делает вывод, что Мехрагарх имеет более ранний пример доместикации зерновых культур и не является в этом плане вторичным по отношению к Ближнему Востоку. Его поддерживает археолог Джим Шаффер — находки в Мехрагархе указывают, что производство продуктов питания было организовано на основе местных, Южно-Азиатских условий и растений. Раскопки в данном месте подтверждают, что урбанизация и сложная социальная организация в Южной Азии появились в очень отдалённые времена, наряду с Ближним Востоком.

Однако археологи не отрицают, что культурный обмен между регионами происходил уже тогда. Население Мехрагарха культивировало ячмень и пшеницу. Однако Шаффер вносит пометку, что основой для выращивания и питания служил именно ячмень, выведенный из двух-рядного ячменя до уровня шести-рядного, по сути это пример древней селекции растений, с целью улучшения их характеристик. Археолог Гангал соглашается с доводами о том, что ячмень мог быть доместицирован именно в Южной Азии, независимо от Ближнего Востока. Этот вывод он основывает на превалирующем уровне выращивания ячменя, над другими культурами в Мехрагархе — более 90 процентов. Это указывает на вполне обоснованную возможность доместикации ячменя данной культурой. 
- Реконструкция быта Хараппской культуры
- Руины, Мохенджо-Даро
- Руины, Мохенджо-Даро
- Мохенджо-Даро
- Хараппа
- Дхолавира — резервуар для воды
- Дхолавира
- Остатки дока в Лотхале
- Бык зебу
- Дхолавира
- Фигурка человека, управляющего упряжью из двух быков, Даймабад
- Скважина для воды в Лотхале
- Остатки зданий, Лотхал
- Остатки колодца и "городской бани", Хараппа. Видны характерные водоотводные протоки
- Остатки ванной комнаты, Лотхала
- Остатки ванной комнаты, Лотхала
- Остатки строений, Лотхала
- Система дренажа — Лотхала
- Крематорий — Лотхала
- Остатки дока — Лотхала
- Дренажный канал, Лотхала
- Мохенджо-Даро — план города

При этом Гангал указывает на найденную пшеницу — урожай её был небольшим по общему процентному соотношению, пшеница, таким образом, большой роли в питании Мехрагарха не играла. Но это же подтверждает культурный обмен знаниями в сельском хозяйстве между Южной Азией и Ближним Востоком. Основанием такому выводу служит то, что дикая пшеница, по современным исследованиям, произрастает и произрастала в границах Леванта и Южной Турции.
Крупный рогатый скот, изображения которого часто встречаются в культуре долины Инда — это Bos primigenius namadicus — подвид тура, вымершего парнокопытного млекопитающего из рода настоящих быков, он считается предком домашних коров зебу, которые в основном распространены в Южной Азии и разводятся во многих других частях света, таких как Африка и Южная Америка. Дикий вид этого тура вымер, вероятно, около 2000 года до н. э. Самые молодые известные останки, которые явно принадлежат индийскому туру, найдены в штате Карнатака, на юге Индии, их возраст около 4200 лет. Стоит учитывать, что домашняя корова вида зебу и её дикий предок не являются предками европейских и ближневосточных коров, они были доместицированы независимо — от тура Bos primigenuis primigenius Тур (бык). Зебу отличаются от европейских и ближневосточных коров меньшим уровнем удоев по молоку.
Исследования археолога Дж. Бэйтса (J. Bates, 2016), подтверждают, что население Индской культуры было самым ранним обществом, которое пришло к использованию сложной стратегии по выживанию.
1 — многокультурность в отношении выращивания растений.
2 — выращивание растений в течение двух сезонов за год. Летом выращивались рис, просо, бобовые. Зимой — пшеница, ячмень, бобовые. Это связано с различными нуждами растений в плане полива.
Обнаружены доказательства независимого процесса одомашнивания риса в древней Южной Азии из дикорастущего вида Oryza nivara (Ракхигархи). Это послужило основой для разделения на два типа угодий. Одни — сильно обводнённые, для риса, другие более сухие, для зерновых — пшеницы, ячменя. В итоге постепенно был выведен оригинальный, независимый сорт риса — Oryza sativa или Рис посевной. Сейчас выращивается в качестве культурного растения в тропиках, субтропиках и тёплых районах умеренного пояса. Временные рамки этого одомашнивания оцениваются в 9000—7000 лет назад, уже тогда его возделывали как продовольственную культуру. И лишь 4000 лет назад в Южную Азию пришёл сорт риса Oryza sativa japonica, выведенный в Китае.

### Язык
Часто высказывается мнение, что носители культуры Инда лингвистически соответствовали прото-дравидам. Распад прото-дравидов соответствует распаду культуры Хараппы.
Финский индолог Аско Парпола пришёл к выводу, что однородность записей Индской культуры исключает возможность использования разных языков и что ранняя форма дравидийского языка должна была быть и языком жителей Индской культуры. Сегодня семейство дравидийских языков сосредоточено главным образом на юге Индии и на севере и востоке Шри-Ланки, однако отдельные очаги дравидийских языков до сих пор сохранились по всей территории Индии и Пакистана, к примеру язык народа брагуи. Эти факты и такой широкий разброс дравидийского языка, говорят в пользу данной теории.
Согласно Хеггарти и Ренфрю, дравидийские языки, возможно, распространились на Индийский субконтинент вместе с сельским хозяйством. Согласно Дэвиду Мак Алпину, дравидийские языки были привнесены в Индию людьми, прибывавшими из Элама — историческая область и древнее государство (3 тысячелетие — сер. VI в. до н. э.) на юго-западе современного Ирана. В ранних публикациях Ренфрю также заявлял, что протодравиды прибыли в Индию уже в виде земледельцев из Иранской части Плодородного полумесяца, однако впоследствии учёный добавил, что ещё очень много предстоит исследовать и уточнять в данном вопросе. Также Ренфрю указывал, что исследования Мак Алпина в данном вопросе отнюдь не главное и не окончательное по значению.
Общий итог вопроса принадлежности языка Хараппской культуры на данном этапе не подведён. Археологи и лингвисты продолжают исследования, есть несколько дискуссионных вопросов и точного ответа пока не найдено.

### Гипотетическая система письма Хараппской культуры
На печатях, небольших табличках, керамических горшках, вывесках и других артефактах, в общей сложности обнаружено от 400 до 600 различных символов Индской культуры. Типичные надписи имеют в длину не более 4—5 символов, большинство по размеру очень небольшие. Самая длинная запись на одной поверхности, площадью всего 2,5 квадратных сантиметра, составляет 17 знаков. Самый длинный набор символов, при этом разделённый на три разные грани — 26 символов.
Данные особенности позволили археологам Фармеру, Спруату и Витцелю усомниться в большой грамотности Индского населения — они утверждают, что Индская система письма не была системой из букв или подобия иероглифов. Это были просто наборы символов, распространённые на Ближнем Востоке, эти символы обозначали семьи, кланы, богов и религиозные концепции. Другая точка зрения — символы употреблялись исключительно при торговле, однако данные символы встречаются и на ритуальных объектах, что ставит под сомнение такую трактовку вопроса.
Согласно гипотезе Ю. Кнорозова, протоиндийцы писали справа налево. Используемые иероглифические знаки, вероятно, были заимствованы из пиктографии или изобретены по её образцам или подобно пиктографии.
Наибольшей популярностью пользуется дравидская гипотеза (её поддерживают Аско Парпола, Ираватхам Махадэван, Юрий Кнорозов).
Версия со ссылкой на мифо-исторические данные «Махабхараты» и «Ригведы» индоарийской гипотезы (в частности, развиваемой греческим учёным Казанасом), предполагающая, таким образом, что арии уже жили в Индии к XXXIV веку до н. э. Неоднократно отмечались значительные аналогии между материальной культурой Хараппской цивилизации и артефактами, описанными в поздне-ведийской литературе Брахман и Араньяк (в частности, в «Шатапатха-брахмане»). Учёные стремятся пролить свет на предысторию прото-индийской письменности, найти графические аналогии иероглифическим знакам и установить, является ли письменность местной или заимствованной из других регионов.
Существует полемическая точка зрения о том, что найденные таблички представляют собой рисунки или пиктограммы, а письменность в долине Инда не развилась. Последнюю точку зрения поддерживает Майкл Витцель.
Дальнейшие исследования, проведённые в 2009 году П. Н. Рао и опубликованные в журнале Science, показали следующее. Компьютерное сравнение символов долины Инда с различными лингвистическим системами и просто системами символьного письма, показали что образцы Индского символьного письма ближе к устным словам, нежели к просто символам для тех или иных объектов. Таким образом, исследование дало новые факты в пользу того, что символы Индской культуры это именно неизвестный язык.
При этом археологи Фармер, Спроат и Витцель оспорили данные выводы, указывая на то, что П. Н. Рао фактически не сравнил знаки Инда с реальными системами символьного письма. Они выделили, что для сравнения были произвольно выбраны 200 000 символов из разных источников, лингвистических и символьных систем, случайно упорядоченных и затем их сравнивали с 200 000 полностью упорядоченных знаков. В дальнейшем Фармер с помощью такого же подхода сравнил средневековые геральдические знаки с существующими языками и получил результаты такие же, как и П. Н. Рао, при сравнении в своём исследовании. Вывод — данная программа и метод не могут отличить настоящий язык от символьной системы.
Надписи на печатях оказались слишком короткими, чтобы их можно было расшифровать с помощью компьютера. Каждый из выдавленных в печати символов имеет свои особенности и слишком мало в итоге отдельных примеров из символов, чтобы ввести в компьютер и выявить точную последовательность для правильного анализа. При анализе найденных символов на печатях многие исследования были признаны субъективными и не имеющими веских оснований для окончательных выводов.

В пещере Эдаккал были найдены наскальные рисунки — петроглифы. Их содержание так и не было расшифровано, при этом наскальные рисунки редко встречаются в данной части древней Индии. Высказывались предположения о связи этих петроглифов с цивилизацией Индов-Хараппов.
- Образцы найденных символов, Дхолавира
- Пример наскальных рисунков в пещере Эдаккал
- Пример наскальных рисунков в пещере Эдаккал
- Пример наскальных рисунков в пещере Эдаккал
- Пример наскальных рисунков в пещере Эдаккал

### Религия
Религия и система верований людей цивилизации Инда привлекают значительный интерес исследователей. Это вызвано в первую очередь пересекающимися фактами в религиозных практиках долины Инда и современной Индии. Однако фактического материала именно периода Индской культуры мало и недостаточно для объективных выводов. Зачастую выводы об Индской культуре и особенно о религии пытаются основывать на индуизме, но он возник значительно позже и не может быть основой для таких исследований и выводов.
Первое исследование по религии было проведено Джоном Маршаллом. Он основывал его на раскопках Хараппы. Он определял основные черты религии культуры Инда — Великий бог Муж и богиня Мать, а также обожествляемые и почитаемые животные и растения. Символическое представление фаллоса — линга и вульвы — йони. Ванны и вода в них использовались в религиозной практике. В течение следующих десятилетий толкования Маршала неоднократно оспаривались.
В долине Инда была найдена печать — на ней изображена сидящая фигура с рогатым головным убором, окружённая животными — Маршалл идентифицировал фигуру как раннюю форму индуистского бога Шивы или Рудры — который связан с аскетизмом, йогой и лингамом — божественной, производящей силой, считается Пашупати (один из эпитетов Шивы) и часто изображается с тремя глазами. Данная печать с изображением получила название «Печать Пашупати». Данная трактовка нашла поддержку среди некоторых археологов и исследователей. Многие сторонники этого взгляда выдвинули возражения. Дорис Шринивасан утверждала, что фигура не имеет трёх лиц и не находится в позе йоги, и что в ведической литературе Рудра не был покровителем диких животных.
Герберт Салливан и Альф Хильтебейтель также отвергали выводы Маршалла. Салливан считал фигуру на печати женской. Альф Хильтебейтель связывал фигуру с Махишей — демоном в облике буйвола, окружённым образами кораблей-средств передвижения для богов Вахана, которые символизировали четыре стороны света. Махиша — сын Дити, во главе войска асуров победивший Индру и ставший деспотичным царём вселенной. Чтобы одолеть его, боги создали из пламени своего гнева и своей энергии грозную богиню Кали (Дургу), вступившую в бой с асурами.
В 2002 году исследователь Грегори Л. Поссел пришёл к выводу, что, хотя имеет смысл признать фигуру на печати божеством, но не слишком обосновано указывать на её связь с водным буйволом, который почитаем в одной из религиозных течений, и рассматривать образ на печати как прото-Шиву. Несмотря на критику сторонников трактовки по теории Маршалла, джайнолог Вилас Сангаве определил печать с изображением как Ришабха из джайнизма или ранний образ Будды. Историки Генрих Циммер и Томас Макэвелли считают, что существует связь между первым образом Ришабха и долиной Инда.
Маршалл выдвинул гипотезу о существовании культа Матери Богини, основывая свою теорию на найденных женских фигурках. От них же он выводил корни индуистской секты шактизма. Однако реально значение данных фигурок в жизни людей цивилизации Инда остаётся неясным. Археолог Поссель не считал доказательства Маршалла достаточно надёжными. Некоторые из Байтилов, интерпретируемых Маршаллом как священные фаллические изображения, теперь считаются просто печатями-пестиками для игры, связанной со счётом. А кольца, до этого принимаемые за символы вульвы — йони, были определены как архитектурные элементы, используемые для строительства столбов в качестве подставки под них. Хотя возможность их сакрального и религиозного значения, также полностью не исключается.
На печатях, найденных в долине Инда, изображено много животных, в том числе на шествиях, некоторые из которых химерическую внешность. На одной из печатей, из Мохенджо-Даро, изображён монстр — получеловек-полубуйвол, атакующий тигра, что может быть отсылкой к шумерскому мифу о Гильгамеше, созданном богиней Ки.
В отличие от современных для Индской цивилизации Древнего Египта и Месопотамии, в долине Инда нет монументальных дворцов. Хотя раскопанные города показывают, что инженерные знания и ресурсы для этого имелись. Возможно, религиозные обряды проходили в отдельных домах, небольших храмах, а ряд обрядов проводился на открытом воздухе. Из всех объектов, ранее интерпретируемых как религиозные, только Большая Ванна в Мохенджо-Даро признана религиозным объектом, в ней могли проводиться религиозные омовения.
Погребения проводились различными способами — от трупоположения на спине до дробления останков специальными приспособлениями и кремации. Основным погребальным положением оставалось вытянутое на спине положение трупа.

## Закат
Закат индской цивилизации приходится на XVIII—XVII века до н. э. При изучении этого вопроса[какого?] было выдвинуто несколько теорий[каких?]. К 2017 году, при соединении исследований палеоклиматологов, археологов, историков и географов, были сделаны научные открытия[какие?], относительно чётко ответившие на вопросы[какие?].

## Поздний период Индской — Хараппской цивилизации
Около 1900 года до н. э. начали появляться признаки постепенного спада и примерно к 1700 году до н. э. большинство городов Индской культуры было заброшено. Исследования человеческих скелетов этого периода, в Хараппе, показало, что на закате цивилизации наблюдалось увеличение насилия и инфекционных болезней, таких как проказа и туберкулёз. Города стали пустеть и в отличие от предыдущего периода, рост начался в сельских поселениях. Однако на начальном этапе упадка, население, наоборот, пыталось найти спасение в городах. Это, видимо, связано с нарастающей засухой и начавшимися перебоями в урожаях. Некоторый период времени, население, составлявшее Индскую культуру, жило бок о бок с населением Культуры кладбища H. При этом наблюдался процесс изменения верований — перестали появляться печати и прочие изображения с единорогом, вообще сошло на нет производство печатей, до этого являвшихся маркером Индской культуры. Исчезли весы с мерными грузиками в виде кубических камней, использовавшиеся Индской культурой, индская письменная система также перестала появляться. Взамен пшеницы и ячменя, стала нарастать важность риса и проса, происходило перепрофилирование сельского хозяйства, его относительная интенсификация.
В период с 1900 по 1700 год до н. э. в области цивилизации появилось много региональных культур, произошёл распад единого до этого государства — Культура кладбища H, культура Западного Уттар-Прадеша, Джхукар, Ранжпур. Также были Пирак и Даймабад.
Самые крупные поселения этого периода — Кудвала в Чолистане, Бет-Дварка и Даймабад. Однако эти поселения заметно меньше по размерам и населению, нежели города угасшей Индской цивилизации. Бет-Дварка был укреплённым поселением и поддерживал торговлю с регионом Персидского залива, однако произошло сокращение торговли на дальние расстояния. С другой стороны, стало улучшаться земледелие, появились разнообразные культуры и двойное земледелие, а также постепенная миграция земледельцев на Юг и Восток
Керамика поздней Хараппской культуры демонстрирует некоторую непрерывность в стиле и изготовлении со Зрелой Хараппской культурой, однако с некоторыми отличиями. Многие прошлые места жительства были населены ещё в течение столетий, хотя города в итоге стали исчезать в пользу мелких поселений. Типичные для Зрелой Хараппской культуры каменные фундаменты и женские фигурки стали редкостью. Найдено несколько круглых печатей с геометрическими рисунками, но на них уже нет сцен, характерных для Зрелой Индской культуры. Наряду со спадом торговли с дальними городами, наблюдается прогресс в технологиях фаянса и в освоении стекла. Также сохранялась технология вырезания бусин из камней и сверление в них отверстий. Городская канализация, бани, система отвода сточных вод больше не существовали, не строились, не обслуживались оставшиеся объекты. Новые здания были хуже построены по качеству. На каменных скульптурах отмечены следы вандализма. Ценные вещи стали обнаруживаться спрятанными в кладах, что предполагает беспорядки и попытку таким образом сохранить ценности. Трупы животных, а порой и людей, находили не погребёнными, лежащими на улицах и в зданиях.
Между 1700—1000 годами до н. э. большинство поселений поздней Хараппской — Индской культуры, даже сельские, были полностью заброшены. Дальнейшие культуры определяются как временные, приходившие на обжитые в прошлом участки и ведшие кочевой образ жизни, связанный со скотоводством. Эти кочевые культуры использовали керамику грубой, ручной лепки. Однако сохранялась некоторая преемственность и совпадения в артефактах между Поздней Хараппской культурой и последующими культурами на участках в Пенджабе, Харьяне и Уттар — Прадеше, в основном в небольших сельских поселениях.

## Теории о причинах упадка Индской — Хараппской культуры

### «Арийское вторжение»
В 1953 году археолог Мортимер Уилер предположил, что спад Хараппской-Индской культуры мог быть вызван вторжением одного из индоевропейских племён из Центральной Азии — ариев. В доказательство он привёл группу из 37 скелетов, найденную в разных частях Мохенджо-Даро и упоминания в Ведах о битвах и крепостях. Однако вскоре другие учёные отвергли теорию Уилера, поскольку скелеты принадлежали периоду, когда город уже был заброшен. Дальнейшие исследования скелетов, проведённые Кеннетом Кеннеди в 1994 году, показали что «травмы» на черепах, это не травмы, а следы от эрозии.
Археологи — Кенойер и Хьюстон изложили объяснение — дальнейшие изыскания не обнаружили следов битв, сражений, захоронений, которые указывали бы на войну между жителями Индской цивилизации и «ариями». Города Поздней Хараппской культуры не были разрушены при штурмах, они были заброшены из-за постепенной нарастающей аридизации климата. Спутниковые снимки высохшего русла реки Сарасвати и раскопки вдоль её русла указывают на то, что ширина реки в период расцвета Хараппской — Индской культуры достигала в период половодий 5 — 7 километров. Когда она стала пересыхать, начался исход людей из мест, терявших свою привлекательность для жизни, в том числе на Юг и на Восток и в долины рек Ганг и Ямуна.
В Культуре кладбища Н некоторые из рисунков на погребальных урнах были интерпретированы через Ведическую литературу — например, павлины с человеческими фигурами внутри их тел, что было истолковано как души мёртвых. Это может указывать на проникновение новых религиозных практик в этот период, но археологические данные не подтверждают гипотезу, что люди этой культуры были разрушителями городов Индской цивилизации.

### Изменение климата, засуха
Учитывая исследования палеоклиматологов, была вынесена следующая гипотеза. Наряду с Индской цивилизацией, в этот же период произошёл резкий упадок культур в Древнем Царстве Древнего Египта и Аккадской империи. В итоге произошло обмеление рек, климат подвергся аридизации — засушливости — по всему Ближнему Востоку. По состоянию на 2016 года многие учёные считают, что именно засуха и последовавший спад в торговле с Древним Египтом и Месопотамией привели к краху Индской цивилизации.
Речная система Гхаггар-Хакра, от которой и зависело водоснабжение самых густонаселённых регионов и городов Индской культуры, в свою очередь зависела от сезонных муссонных дождей. Климат долины Инда стал прохладнее и суше начиная с 1800 года до н.э, что связано с ослаблением сезонных муссонов. Затем произошло дальнейшее осушение земель в силу ещё большей аридизации климата. Гхаггар-Хакра, или она же Сарасвати (река), изменила своё русло, обмелела и перестала течь к предгорьям Гималаев, начав впадать одним притоком — Ямуна — в реку Ганг, другим — Сатледж — в реку Инд.
Аридизация вполне могла привести к такому уменьшению водоснабжения, что цивилизация Инда погибла, а население ушло на Юго-Восток. Учитывая, что до этого население Индской культуры не развивало мощную систему ирригации, полагаясь именно на муссоны с дождями, а муссоны стали смещаться на Восток и Юг, то земледельцы стали мигрировать и в итоге пришли в бассейн реки Ганг, где основали небольшие поселения фермерского типа и деревни. Излишков продукции в таких поселениях было мало и потому не было активной торговли, большие города вымерли.
Существует гипотеза, согласно которой засуха и истощение почв приведшие к разрушению Индской цивилизации были результатом её системы земледелия, которая включала повсеместную вырубку лесов, перевыпас скота и засоление пахотных земель в результате неумеренного полива. Согласно этой гипотезе, схожие явления
стали основной причиной гибели Первого Вавилонского царства, Древнего
Египета и других.

## Дальнейшее развитие культур — непрерывность
Археологические раскопки показывают, что падение цивилизации Инда привело людей на Восток. По словам Посслея, после 1900 года до н. э. число посёлков на современной территории Индии увеличилось с 218 до 853. Раскопки вдоль Гангской равнины показывают, что там начали появляться города, начиная примерно с 1200 года до н. э., Джим Шаффер указывает что это была серия непрерывных культурных циклов, связанных с двумя основными фазами урбанизации в Южной Азии.
Население, до этого жившее в долине реки Сарасвати, стало активно мигрировать, спасаясь от засухи, в долины рек Ямуна, Ганг, Рави. Это был период с 1900 по 1000 годы до н. э.
На археологических раскопках Бхагванпура в Харьяне обнаружено одновременное существование нескольких культур с разного типа керамикой. Были обнаружены смешанные слои, в которых находилась керамика периода Поздней Хараппской культуры и Культура серой расписной керамики, последняя связана с Ведийской цивилизацией и датируется примерно 1200 годами до н. э. При этом, наряду с керамикой, по раскопкам заметно, что люди жили в разного типа домах. Постепенно Хараппская керамика окончательно сменилась Серой, и в дальнейшем культура угасла, полностью перейдя в Ведийскую цивилизацию. Затем последовало освоение лошадей, железных орудий и новых религиозных практик.
Согласно дальнейшим раскопкам и сравнениям, в том числе на объекте Роджди, рядом с городом Раджкот, было доказано, что, по словам Поссель, Грегори, несмотря на наличие очевидной преемственности между Индской цивилизацией и более поздними Южно-Азиатскими культурами, многие аспекты Хараппской культуры были потеряны навсегда. Вторая волна урбанизации Индии, увязываемая с Культурой северной чёрной лощёной керамики, уже не связана с культурой Хараппской цивилизации.

## Постхараппская культура
Изначально учёные предполагали, что падение Индской культуры привело к прерыванию городской жизни на Индийском субконтиненте. Однако цивилизация Инда не исчезла внезапно и в краткий исторический момент, угасание так или иначе шло сотни лет. Многие элементы Индской культуры проявляются в более поздних культурах. Культура кладбища H может быть проявлением Позднего Индского периода развития на территории в регионе Пенджаб, Харьяна и Уттар — Прадеш, а Культура охряной расписной керамики может быть её преемником. Дэвид Гордон, опираясь на исследования ещё трёх учёных, указывает, что Ведизм имеет корни в Индской цивилизации.
Раскопки на 2016 год свидетельствуют, что материальная культура Поздней Хараппской цивилизации могла сохраняться в Культуре серой расписной керамики до 1000—900 лет до н. э. Гарвардский археолог Ричард Луг указывает на заброшенное поселение Хараппской культуры в Пираке, которое непрерывно развивалось с 1800 лет до н. э. вплоть до вторжения Александра Македонского в 325 году до н. э.
После упадка Индской цивилизации многие её черты переняли региональные культуры, в разной степени и на разных территориях. Так, Культура кладбища H имеет самые ранние доказательства кремации тел людей — практики, доминирующей в современном индуизме.

## Исторический контекст

### Ближний Восток
Зрелая индская цивилизация соответствует раннему и среднему бронзовому веку на Ближнем Востоке. В частности, Древний период Элама, Раннединастический период в Южной Месопотамии — Третья династия Ура, Минойская цивилизация и промежутку от Древнего царства Египта до Первого переходного периода в истории Древнего Египта.
Индскую цивилизацию иногда сравнивают, в частности, с цивилизациями Элама в контексте гипотезы Эламо-дравидийских языков и с Минойским Критом — из-за имеющихся параллелей в виде Вездесущей Богини и изображений быка. Индская культура была изначально идентифицирована под топонимом Мелухха, сообразно с шумерскими записями.
Шахри-Сухте, расположенный в юго-восточном Иране, указывает на торговый маршрут с Месопотамией. Ряд находок бивней с шрифтом, относящимся к Индской культуре, обнаружен при раскопках в Месопотамии.

### Даса
После начала исследования Индской культуры и в 1920-х годах термин из ригведы — Даса — враг, был привязан к враждебным племенам, которые вторглись на территорию Индов. Уилер, Мортимер интерпретировал наличие непогребённых останков в верхних слоях Мохенджо-Даро как доказательство военных действий, закончившегося завоеванием Индской цивилизации и её угасанием. Это совпадало с реальным упадком культуры в Индской долине. Однако дальнейшие исследования выявили иное — вторжения как такового не было, была миграция населения, в том числе и более низко развитых племён в долину Инда, где они подверглись постепенному окультуриванию урбанистической цивилизацией, которой являлся Инд в тот период. Данное событие сравнимо по значимости и масштабам с миграциями варваров после Падения Западной Римской империи или вторжением Касситов в Вавилонию. Данные события были длительными по времени и сопровождались к примеру переездом в Грецию талантливых ораторов с Ближнего востока и индоевропейской интеграцией и перениманием культуры в Западной Европе.

## Языки мунда
В качестве языка Индской культуры были предложены языки мунда или язык прото-Мунда, возможно родственный Нихали.
Майкл Витцель предполагал языком Индской цивилизации язык, похожий на Австроазиатские языки, особенно на Кхаси. Он утверждает, что Ригведа демонстрирует признаки влияния языков данной группы в Индской культуре на раннем историческом этапе. Дравиды при этом стали проявлять себя на более поздних уровнях, когда Индская культура была уже сильно развитой. Витцель полагает именно носителей Австроазиатских языков, первыми жителями Индской культуры.

## Этническая и генетическая принадлежность
Вопрос об этнической принадлежности не решён, хотя чаще всего предполагается связь с носителями дравидийских языков. Область распространения цивилизации хорошо коррелирует с распространением Y-хромосомной гаплогруппы L. У женского образца I6113 (2800—2300 годов до н. э.) из Ракхигархи была определена митохондриальная гаплогруппа U2b2. U2b является почти эксклюзивной для Южной Азии и отсутствует в митохондриальных геномах, известных у приблизительно 400 древних жителей Центральной Азии. Аутосомный геном древней женщины из Ракхигархи имел много общего с генетическим материалом 11 древних образцов из Центральной Азии (3 из Гонура в Туркменистане и 8 из Шахри-Сухте в Иране). Ни у одного из этих образцов не было свидетельств о происхождении, связанном с «анатолийскими фермерами».

## Раскопки и памятники
Первые случайные находки, относящиеся к древней цивилизации Инда, попадались европейцам с середины XIX века (Чарльз Мэйссон первым описал руины Хараппы в 1842 году; затем в 1856 году их посетил Александр Каннингем), но для науки протоиндийская цивилизация была открыта индийскими археологами Раем Бахадуром Дайя Рамом Сахни и Ракхалом Дасом Банерджи в начале 1920-х годов. Тогда начались планомерные раскопки холмов Мохенджо-Даро и Хараппы, которые продолжались до конца 1960-х годов (с перерывом, который был связан с началом Второй мировой войны). В то же время раскопки шли в других местах — Кот-Диджи (1955—1957), Амри (1959—1961), Калибанган, Лотхал, Рангпур, Аллахдино и пакистанской части пустыни Тар. К концу XX века археологами было обнаружено около 1000 поселений, принадлежащих к хараппской культуре. Среди многочисленных городов и поселений лучше всего были исследованы два центра — Мохенджо-Даро и Хараппа.
Перечень археологических объектов индской цивилизации:
- Амри
- Даймабад
- Калибанган
- Кот-Диджи
- Нал-Нундара
- Лотхал
- Мергарх
- Мохенджо-Даро
- Наушаро
- Пирак
- Хараппа
- Чанху-Даро

## Комментарии
1. ↑  По другим данным — первая, самая древняя цивилизация, сформировавшаяся примерно в 8 тысячелетии до н. э. См.: Хараппская цивилизация дравидов была древнейшей на Земле. geektimes.ru. Дата обращения: 6 июня 2016. Архивировано 23 апреля 2018 года.; Anindya Sarkar, Arati Deshpande Mukherjee, M. K. Bera, B. Das, Navin Juyal. Oxygen isotope in archaeological bioapatites from India: Implications to climate change and decline of Bronze Age Harappan civilization (англ.) // Scientific Reports. — 2016-05-25. — Vol. 6. — ISSN 2045-2322. — doi:10.1038/srep26555. Архивировано 3 июня 2018 года.
2. ↑  Гидротехника долины Инда[англ.]